# Jan Bender
Jan Oskar Bender (Haarlem, 3 februari 1909 - Hanerau, 29 december 1994) was een Nederlands organist en componist, die vooral in Duitsland leefde en werkte.
Bender werd geboren in Haarlem en vertrok toen hij eenentwintig was naar Leipzig, waar hij orgelles kreeg van Karl Straube. In 1930 werd hij leerling van Hugo Distler in Lübeck. Hij zette zich later in voor het verspreiden van Distlers werken.
Tijdens de kerkstrijd in Lübeck weigerde hij om voor de nazistische dominee orgel te spelen. Toen men hem trachtte te dwingen, werkte het orgel niet en werd hij van sabotage beticht. Hij werd daarom op 1 januari 1937 gearresteerd en nadien naar het concentratiekamp Sachsenhausen afgevoerd. Hij kwam vrij op 20 april 1937, de verjaardag van Adolf Hitler.
Vervolgens verhuisde Bender naar Aurich. Hij huwde op 21 juni 1939 met een meisje dat zich voor hem had ingezet tijdens zijn gevangenschap. Tijdens de oorlog liep Bender in augustus 1941 te Luga een oogwond op door een granaatscherf.
In 1953 werd Bender cantor-organist in Lüneburg.
In 1965 vestigde hij zich in de Verenigde Staten, waar hij lesgaf als docent compositie. Hierdoor werd de Amerikaanse kerkmuziek beïnvloed door de tradities van Ernst Pepping, Distler en Heinz Werner Zimmermann. In 1975 werd zijn boek "Organ improvisation for beginners: a book of self-instruction for church musicians" uitgegeven. Het jaar erop keerde Bender terug naar Duitsland, waar hij in 1994 overleed.

## Werken
Jan Bender schreef veel orgelwerken, waaronder koraalvoorspelen, een "Toccata, Aria und Fugue" (opus 6, nr.1) en "20 Short Organ Pieces" (opus 6/2). Daarnaast componeerde hij werken voor viool en orgel en voor koor, waaronder de "Passion According to St. Mark".
Hij componeerde in een neobarokstijl die typerend was voor de Orgelbewegung. De invloed van zijn leraar Hugo Distler vindt men vooral terug in de energieke ritmiek en de helderheid van het contrapunt.